# Dänholm

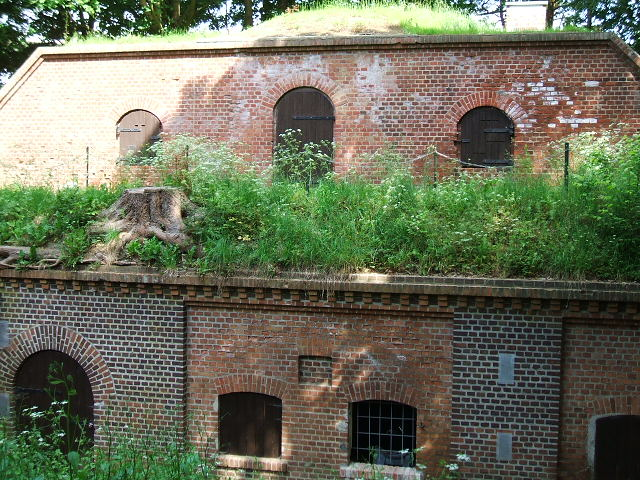
Sternschanze

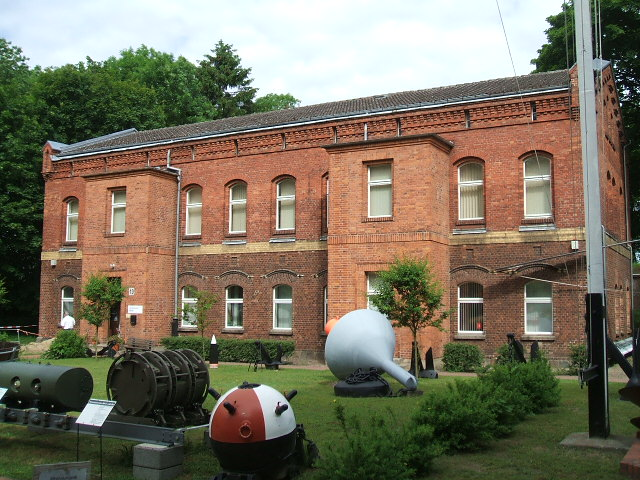
Hauptgebäude des Marinemuseums

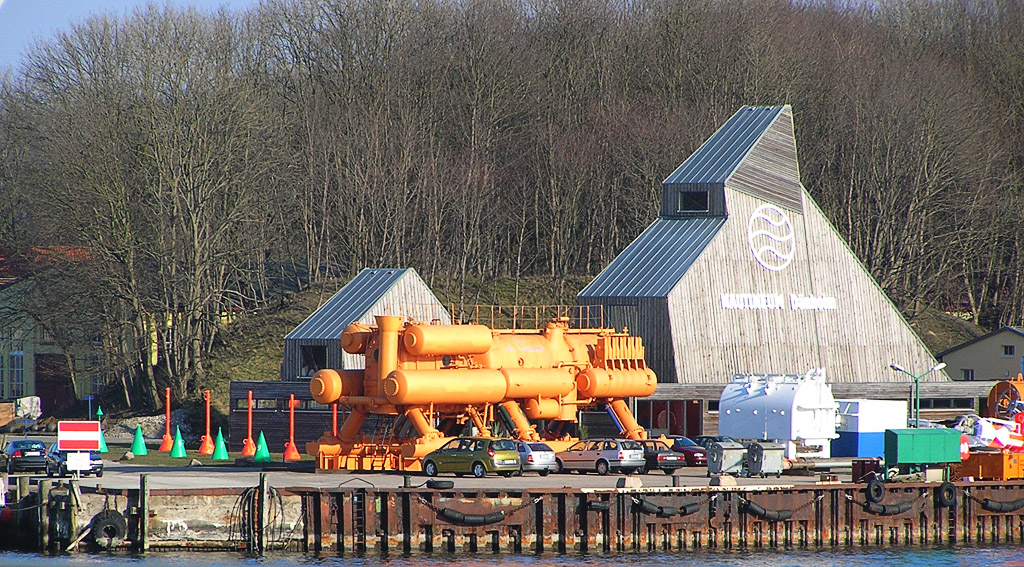
Nautineum auf dem Dänholm

Der Dänholm ist eine Insel vor der deutschen Ostseeküste im Strelasund zwischen Stralsund und Rügen und gehört zur Hansestadt Stralsund. Die Insel ist durch einen künstlich angelegten Hafen in einen größeren und einen kleineren Teil getrennt. Die Ziegelgrabenbrücke verbindet den Dänholm mit dem Festland, die Rügendammbrücke mit der Insel Rügen.
Der Dänholm wurde lange Zeit militärisch genutzt und gilt als die Geburtsstätte der Preußischen Marine. Heute befindet sich auf dem Dänholm u. a. das Marinemuseum zur Geschichte der deutschen Marine als Außenstelle des Stralsund Museums, das Hauptzollamt Stralsund und eine Außenstelle des Meeresmuseums Stralsund, das Nautineum. Der Dänholm weist zudem einen Seglerhafen auf.

## Geschichte
Im Mittelalter nutzten die Dänen den natürlichen Hafen zwischen dem heutigen Dänholm und dem Festland als Ausgangspunkt mehrerer Eroberungszüge. Holm ist ein dänisches und niederdeutsches Wort für Insel.
Die kleine Insel wurde bis ins 17. Jahrhundert durch Pächter landwirtschaftlich genutzt, und sie war bis dahin vermutlich nur spärlich mit Gehölzen bewachsen. Heute ist von der landwirtschaftlichen und gärtnerischen Nutzung nur noch wenig erhalten.
Durch die kaiserlichen Truppen Wallensteins wurde der Dänholm als strategisch wichtige Insel erkannt; sämtliche Häfen der Ostsee sollten gesichert und befestigt werden. Auf dem Dänholm wurden Befestigungen angelegt. Als sich Stralsund weigerte, die kaiserlichen Truppen für das Winterlager zum Ende des Jahres 1628 aufzunehmen, wurde die Stadt fortan belagert; mithilfe von dänischen und schwedischen Truppen gelang es den Stralsundern, Wallenstein abzuwehren. Der Preis für die Unterstützung war ein Allianzvertrag mit dem König von Schweden. Nach der Ratifizierung des Vertrages begannen die Schweden mit dem Ausbau der Befestigungsanlagen des Dänholms. Im Norden der Insel entstand eine sternförmige Schanze. Sie war wahrscheinlich als Wall-Graben-Befestigung angelegt.

OSM-Karte des Dänholms (2023)

Im Jahr 1678 wurde das nun zu Schweden gehörende Stralsund von Brandenburgern und Dänen belagert. Die Schweden räumten den Dänholm kampflos und zogen sich nach Norden zurück, so dass die Insel durch die Brandenburger besetzt und am 10. Oktober 1678 zum schweren Beschuss der Stadt genutzt werden konnte, bei dem in der Stadt zahlreiche schwere Zerstörungen angerichtet wurden.
Nach der Rückkehr der Schweden wurden die Befestigungsanlagen ausgebaut. Dennoch konnte die Stadt durch dänische, preußische und sächsische Truppen im Nordischen Krieg 1715 erobert und besetzt werden. Schweden erhielt die Stadt jedoch wenige Jahre später wieder zurück.
Ein Plan vom Anfang des 19. Jahrhunderts zeigt die von den Schweden pentagonal angelegte Schanze im Norden der noch nicht geteilten Insel; in der Mitte der Insel befinden sich Felder und Nutzgärten, im Osten und Süden Befestigungsanlagen und zudem im Süden der Insel eine sumpfige Niederung. Wenige Jahre später wurde in dieser sumpfigen Niederung ein Hafen angelegt; er trennte die Insel in den großen und den kleinen Dänholm.
Die Franzosen belagerten im Jahr 1807 die Stadt und nahmen den Dänholm ein. Die Schanzen auf der Insel wurden ebenso wie die Stralsunder Stadtbefestigungen geschleift und abgetragen.
Nach dem Wiener Kongress gelangte Stralsund zu Preußen; am 7. Juni 1815 wurde die Stadt übergeben. Neue Befestigungsanlagen wurden auf dem Dänholm errichtet. In Erdbauweise wurde die Sternschanze genannte Anlage zur seeseitigen Verteidigung der Stadt etwa am Standort der abgetragenen schwedischen Anlage errichtet. Der Grundriss dieser Anlage ist viereckig, ein innerer und ein äußerer Gang werden durch einen Graben getrennt. Dazu gehören zwei Gebäude und Kasematten.
Die Gartenanlagen des alten Gasthauses – des ehemaligen Pachthauses – wurden im Jahr 1837 erneuert. Die Stralsunder nutzten das Gasthaus bis zum Verkauf der Insel 1849 an das preußische Kriegsministerium. Danach diente das Gebäude als Laboratorium; im Jahr 1867 wurde es abgerissen. An seiner Stelle wurde durch die preußische Kriegsmarine ein Exerzierhaus errichtet. Dieses Haus ist noch heute erhalten und wird als Fahrzeughaus genutzt.
1849 entschied das preußische Kriegsministerium, auf dem Dänholm ein Marine-Depot anzulegen. 1850 wurde in der Senke im südlichen Teil der Insel mit dem Bau eines Hafens begonnen. Dieser erhielt vorerst nur eine Einfahrt von Osten. Es entstanden zudem  Kanonenbootschuppen,  Wachgebäude und Wohnhäuser. Mit dem Aushub für den Hafen und die Fundamente wurden Wälle am Südufer angelegt. In diese Wälle wurden später Kasematten und Geschützstellungen eingebaut. 1860 wurden Dampfkanonenboote stationiert. Weitere militärische Anlagen, wie eine Schmiede, Krananlagen, Kohlenschuppen und ein Laboratorium wurden gebaut. Der Hafen erhielt eine zusätzliche Einfahrt im Westen, womit die Insel geteilt wurde; eine hölzerne Klappbrücke verband die beiden unterschiedlich großen Teile. Die Wege auf der Insel wurden mit Kastanien, Eschen und Ahornbäumen als Alleen gestaltet, die Sternschanze mit Gehölzen bepflanzt und Grünflächen zwischen den Gebäuden angelegt. Wilhelm I. gab im Jahr 1871 den Befehl zur Auflösung des Marine-Depots. Die Anlagen wurden nach einigen baulichen Veränderungen fortan von einem Infanterieregiment genutzt. Ab 1873 wurde die Stadt dann entfestigt.
Ab 1920 wurde der Dänholm wieder von der Marine genutzt. Die Reichsmarine übernahm die Kasernen. Nach 1935 wurde die Insel bedeutender Bestandteil der Pläne zum Ausbau der Kriegsmarine. Zwischen 1934 und 193? wurden um einen Exerzierplatz fünf Kasernen sowie ein Wirtschaftsgebäude errichtet. Der Rügendamm verband die Insel ab 1936 auch fest mit der Insel Rügen und dem Festland. Für den Bau des Rügendamms wurden auf dem Dänholm die nördlichen Außenwälle der Sternschanze abgerissen. Durch Aufspülungen entstand zudem nördlich des Rügendamms ein neuer Teil der Insel.
Nach dem Zweiten Weltkrieg wurden viele Anlagen zerstört und zunächst zivil genutzt. Sie dienten der Unterbringung von Flüchtlingen. Der ehemalige Exerzierplatz wurde ab 1949 zu einer Parkanlage umgestaltet. Ab 1956 nutzte wiederum das Militär die Insel. Zunächst die Nationale Volksarmee, ab 1960 deren maritime Teilstreitkraft, die Volksmarine der Deutschen Demokratischen Republik. Neue Anlagen wurden gebaut. Die Parkanlage diente weiterhin als solche, war aber nur noch Militärangehörigen zugänglich. Die östlichen Außenwälle der Sternschanze wurden abgerissen und an der gleichen Stelle ein Technikstützpunkt errichtet.
Nach der Wende nutzte zunächst noch die Bundesmarine das Gelände. Sie räumte die Anlagen am 31. März 1991.
Am 26. Juli 1992 öffnete in den alten Anlagen das Marinemuseum Dänholm als Außenstelle des Kulturhistorischen Museums Stralsund; hier werden Ausstellungen zur Geschichte der deutschen Marine gezeigt. Am 1. Juni 1999 eröffnete als Außenstelle des Deutschen Meeresmuseums das Nautineum auf dem alten Tonnenhof des Wasser- und Schifffahrtsamts Stralsund.
Für die neue Rügenbrücke wurden zahlreiche Stützen aus Beton neben dem alten Rügendamm errichtet. Die Gebäude auf der Insel werden teils zu Wohnzwecken, teils gewerblich genutzt. Das Technische Hilfswerk unterhält einen Stützpunkt. Der Hafen und die Mole werden durch Segelboote genutzt.
Die Bürgerschaft der Stadt Stralsund beschloss im Juni 2022, den 10,4 Hektar großen kleinen Dänholm zu erwerben, als Kaufpreis wurden 925.000 Euro genannt. Geplant ist die Nutzung als Naherholungsgebiet. Zusammen mit dem Deutschen Meeresmuseum soll ein Forschungszentrum errichtet werden.

## Name
Die erste bekannte Erwähnung der Insel unter dem Namen Dänholm (wörtlich: „insulam nostram dictam Deneholm“) findet sich in einem Eintrag vom 28. März 1288 im ältesten Stralsunder Stadtbuch. Aus zwei nahezu inhaltsgleichen Urkunden, einmal des Rügenfürsten Wizlaw I. (aus dem Jahr 1240), die eine insulam strale nennt, und zum anderen des Rügenfürsten Wizlaw III. (aus dem Jahr 1314), in der von dem deneholme die Rede ist, folgerte unter anderem Otto Fock, dass „Strale“ mit dem Dänholm identisch ist und es sich bei Strale um den früheren Namen der Insel handelt. Die Gleichsetzung der 1240 letztmals urkundlich erwähnten Insel Strale (oder Strela) mit dem Dänholm wird seither weithin angenommen, einen Beleg in der historischen Überlieferung gibt es dafür aber nicht. Genauso gut kann angenommen werden, dass „insulam strale“ für „Insel im Strela[sund]“ steht und dem kleinen Eiland erst später ein eigener Name gegeben wurde. Laut Fock weist der Name „Dänholm“ auf die Nutzung als dänischer Ankerplatz hin. Chronisten des 16. Jahrhunderts wie Thomas Kantzow verbreiteten die These, dass der Name des Dänholms von einer Schlacht der Stralsunder gegen eine dänische Flotte herrühre, etwa dem Seegefecht beim Dänholm im Jahre 1429; diese These wurde aber von Historikern späterer Epochen mit Verweis auf die urkundlichen Erwähnungen aus dem 13. Jahrhundert widerlegt. Auch fand nach Kantzow besagtes Seegefecht nicht vor Stralsund, sondern im Peenestrom statt, wo es ebenfalls eine Insel namens Dänholm gibt.